# Пођо Мојано
Пођо Мојано (итал. Poggio Moiano) је насеље у Италији у округу Ријети, региону Лацио.
Према процени из 2011. у насељу је живело 2279 становника. Насеље се налази на надморској висини од 528 м.

## Становништво
Према резултатима пописа становништва 2011. у општини је живело 2.798 становника.
| 1931. | 1936. | 1951. | 1961. | 1971. | 1981. | 1991. | 2001. | 2011. |
| ----- | ----- | ----- | ----- | ----- | ----- | ----- | ----- | ----- |
| 2.284 | 2.292 | 2.273 | 2.190 | 2.092 | 2.157 | 2.381 | 2.510 | 2.798 |